# Agenzia matrimoniale
L'agenzia matrimoniale, oggi trasformatasi in agenzia per single, è un'attività commerciale che mette in contatto ed assiste persone eterosessuali, oppure del medesimo sesso, nel loro intento di formare una coppia ai fini di una relazione sentimentale autentica.

## Normativa italiana
Per aprire un'agenzia matrimoniale sono necessarie le autorizzazioni della Questura e della Camera di Commercio a seguito di comunicazione. L'organo ufficiale di controllo è la Polizia di Stato. 
Per la legge italiana un'agenzia matrimoniale non può operare esclusivamente online, ma deve avere una sede ed un'autorizzazione collegata alla sua sede.
Le app dedicate e portali specializzati concernenti aziende che operano solo nel web, senza alcuna sede fisica, non sono da considerare agenzie matrimoniali poiché non filtrano i loro iscritti in alcun modo.
Le agenzie di grandi dimensioni dispongono di una rete in franchising in tutta Italia ed hanno un sito Internet con sofisticati motori di ricerca per l'abbinamento dei profili rispetto alle preferenze dichiarate dagli iscritti. Per avere i dati necessari a stabilire un contatto (quali numero di cellulare, e-mail, etc.) è necessario iscriversi all'agenzia per ottenere la password d'accesso all'area del sito dedicata.
L'agenzia propone al cliente la sottoscrizione di un contratto che prevede il pagamento di un'iscrizione forfettaria a vita o, più di frequente, una quota semestrale cui si aggiunge, ma non sempre, una tariffa per ogni contatto fornito.

## Truffe
L'articolo 640 del codice penale inerente al reato di truffa è uno dei maggiormente citati in caso di scontento del compratore. Il legislatore sanziona chi con artifizi e raggiri procura a sé un ingiusto profitto. La frode commerciale si configura poi quando nell'esercizio di una professione si altera o si manomette un articolo con contraffazione e dolo.
Non tutti i casi di insoddisfazione dell'acquirente sono tuttavia riconducibili a reato, soprattutto laddove aspettative, qualità del prodotto, prezzo e contratto di vendita sono i termini esatti della questione.
Nel caso delle agenzie matrimoniali sono noti alcuni artifizi alcuni dei quali possono costituire reato, come ad esempio: l'inserimento di cataloghi di belle ragazze tutte disponibili al matrimonio con uomini indeterminati, la presenza di animatrici che effettuano incontri senza scopo matrimoniale pagate dall'agenzia, la garanzia di un certo numero di incontri in un certo arco di tempo telefonici o personali, la presenza di atti riconducibili a sistemi prostitutivi.
Tutti questi espedienti o raggiri si basano quasi sempre su desideri difformi dalla realtà da parte della clientela, che, in qualche modo, favorisce la loro messa in atto.
Rivolgersi ad un'agenzia matrimoniale richiedendo scelte di tipo estetico e fortemente numeriche, apre a delusioni successive.
Evitare le truffe è relativamente semplice se non si hanno aspettative esagerate rispetto alla propria condizione, se si tiene presente che nessuna agenzia matrimoniale può fare miracoli e che le persone che comunque lavorano devono ricevere un giusto compenso. Un altro elemento importante è l'effettiva presenza agli incontri dei funzionari di agenzia, ovvero un loro impegno effettivo e concreto nelle fasi di conoscenza finalizzata al matrimonio e nel loro franco rapportarsi rispetto alla fattibilità delle legittime aspettative.
Dopo aver ben elencato i possibili artifizi e raggiri che determinate agenzie matrimoniali possono mettere in atto per aumentare indebitamente il proprio fatturato, esaminiamo alcuni rischi per le agenzie matrimoniali che operano al contrario in forma corretta e deontologica:
- Elusione dei pagamenti inerenti al buon esito degli incontri
- Intromissione indebita di concorrenza sleale
- Presenza di clientela inadeguata per costituzione etica, morale, psicologica
- Richieste esagerate rispetto al reale
- Difficoltà di veder confermati in fase giudiziaria contratti atipici

### Truffe contrattuali
I contratti di servizio sono stati oggetto di numerose cause giudiziarie e contenziosi con clienti assistiti dalle associazioni dei consumatori a causa di modalità di pagamento vessatorie che non precisavano numero, importo delle rate e relativi interessi. Le agenzie serie devono dare le informazioni di tutela del consumatore, il diritto di recesso e la garanzia della privacy sul loro sito Internet (se esistente).
Alcune truffe sono legate ad azioni per derogare vincoli contrattuali, che prevedano il rimborso o l'esenzione dal pagamento in determinati casi. L'agenzia può impegnarsi a garantire un numero minimo di contatti, pena l'azzeramento del contratto, senza specificare che si tratta meramente di contatti telefonici, non di un vero e proprio incontro.
Onde evitare delusioni occorre richiedere con la massima serenità e franchezza il costo dei servizi e comprendere che la garanzia di un risultato in un settore di così estrema delicatezza relazionale è improponibile. Subordinare poi un pagamento al numero matematico di incontri è così semplicistico da trovarsi poi a fare i conti con ciò che è reale e ciò che è solo formale apparenza.

### Per attrarre/fidelizzare i clienti
Altre volte i raggiri sono legati alle tecniche che alcune agenzie usano per attrarre nuovi clienti. Le sedi espongono fotografie di persone che non sono più iscritte all'agenzia, iscritte ad altre città, amiche o parenti, o persone fantomatiche nemmeno esistenti, per illudere i clienti che lì avranno maggiori opportunità di trovare un'amicizia o un amore vero. I mezzi di informazione pubblica hanno reso noto il caso di agenzie di grandi dimensioni che organizzavano incontri con donne che in realtà erano pagate dall'agenzia per illudere il cliente di avere conosciuto una loro iscritta; dopo alcuni contatti telefonici e via e-mail senza mai arrivare ad un incontro, ovvero dopo pochi incontri queste sparivano nel nulla facendo credere che ciò fosse dovuto al mancato desiderio di proseguire nella relazione. Pertanto, il cliente continuava a richiedere nuovi contatti, pagando.
Uno dei problemi maggiori delle agenzie matrimoniali serie e deontologiche, al contrario, è tutelarsi da chi vorrebbe avere numerosissimi incontri, magari con poca spesa, non tanto per sposarsi, ma sicuramente per fare amicizie con finalità superficiali.
La difficile tutela dei contratti atipici in Italia può indurre così le agenzie a contromisure che lasciano le porte aperte a successive delusioni.

### Truffe nel Web
Siti specializzati in incontri e amicizie propongono un abbonamento di una certa durata, che può essere pagato con carta di credito o in bolletta telefonica. alcuni di questi servizi permettono di cancellare la propria iscrizione con difficoltà, nascondendo questa opzione obbligatoria per legge, con scritte piccole, in pagine non facilmente raggiungibili dalla home page del sito. Nel frattempo, continuano gli addebiti sulla carta di credito, o le chiamate a numeri speciali nella bolletta.
Alcuni siti usano profili falsi e software evoluti che sono dei veri e propri risponditori automatici, che inviano messaggi in base al profilo registrato degli utenti, per indurli ad iscriversi.
Un altro raggiro nel Web è legato a quanti fingono di essere disposti a un incontro, per farsi inviare regali e denaro per il viaggio.
Il meccanismo noto è applicato dalla stragrande maggioranza dei siti, matrimoniali o di incontro, che inducono a credere di trovare con pochi click ogni desiderio più, ma soprattutto meno, ragionevole, realizzato con poca spesa comodamente da casa col pc. Questi fatti sono almeno in parte ridotti, nei siti che consentono ai propri iscritti di pubblicare la loro opinione sulla qualità del servizio e dei singoli profili realmente incontrati, come avviene già nei principali siti di e-commerce.

## Pacchetti viaggio
Alcune agenzie offrono pacchetti-viaggio che includono l'assistenza di filiali associate nel Paese straniero, un colloquio con interprete in inglese oppure italiano con il/la partner presentato, la traduzione della corrispondenza e assistenza al partner non italiano per i necessari visti di ingresso.
In questi pacchetti-viaggio (verso Russia e Paesi dell'est), entrambi i partner prendono preventivamente visione dei rispettivi profili per decidere se incontrarsi e, dopo la conoscenza diretta, scegliere il futuro della propria relazione.